# خفاش گوش‌موشی بزرگ
خفاش گوش‌موشی بزرگ (نام علمی: Myotis myotis) گونه‌ای خفاش از تیره خفاش‌ناهیدیان با جثه بزرگ است که در مناطق گسترده‌ای از قاره اروپا، ترکیه، و شمال غربی ایران در استان آذربایجان غربی زندگی می‌کند.
خفاش گوش‌موشی بزرگ یکی از بزرگترین اعضای تیره خفاش‌ناهیدیان است و طول سر و تنه آن به ۸۰ تا ۸۵ میلی‌متر می‌رسد. این خفاش دارای گوشکِ بلند و نوک‌دار است که آن را با خفاش جنگلی بزرگ و خفاش سروتین متمایز می‌کند، اگرچه همانندی طاهری بسیاری به آن دو گونه دارد.